# Далецька Христина Юріївна
Христина Далецька (лат. Khrystyna Daletska, англ. Christina Daletska, нар. 6 грудня 1984, Львів, Україна) — українська оперна і камерна співачка, нині проживає у Швейцарії.

## Життєпис
Христина Далецька народилася в місті Львові. Перші уроки музики вона розпочала зі своєю матір'ю, скрипалькою Оксаною Трунко у віці 4-5 років. Ще під час навчання з 2004 року виступала як скрипалька і альтистка у Львівському молодіжному камерному оркестрі, часто концертуючи по Західній Європі і у Лондоні зіграла Концерт ля мінор Баха як солістка. Пізніше вона грала скрипкові концерти Бетховена, Мендельсона та Чайковського з Львівським симфонічним оркестром. З 2001 до 2006 року професійно працювала в симфонічних оркестрах.
У 2003 році переїхала до Швейцарії, де грала в Цюрихському симфонічному оркестрі, а у 2006 році почала вивчати вокал у Рут Ронер. Пізніше вона відвідувала також майстер-класи з Міхаелем Шаде, Мар'яною Ліповшек, Томасом Квастгофом та Крістою Людвіг.
Виступати на сцені як співачка почала у 2005 році у Франції та Польщі, а у наступному році вона поїхала в тур з камерним оркестром Львова до Німеччини та Франції, з творами Баха, Мирослава Скорика та Золтана Алмаші.
У 2007 році вона завоювала перші призи на трьох Міжнародних конкурсах оперних співаків, таких як: імені Феруччо Тальявіні в Дойчландсбергу (Австрія), Фестивальне місто Пассау (Німеччина) і Конкурс вокалістів у Верв'є (Бельгія) і була наймолодшою фіналісткою на двох з них.
Міжнародне визнання Христина здобула у віці 23 роки, сезон 2007/08 років був роком її успішного дебюту на сцені Королівського театру у Мадриді в опері Джоаккіно Россіні «Севільський цирульник», де вона співала партію Розіни. Її відразу ж запросили до Ліонської національної опери, де вона виступила у ролі Маші в опереті Шостаковича «Москва, Черьомушки» (дир. Кирило Карабиць). Потім вона співала у Граці в опері «Весілля Фігаро», в рамках фестивалю у Люцерні (Lucerne Festival) в опері «Чарівна флейта».
У сезоні 2008/09 співала партію Флори в опері Джузеппе Верді «Травіата» (дир. Жерар Корстен), Церліни (дир. Крістофер Мулд) і  в Ліонській національній опері.
Христина виступає як солістка з оркестрами в Страсбурзі, Фрайбурзі у Брайсгау, Вінтертурі та Пассау. Її можна було почути у супроводі Філармонійного оркестру Льєжа, на сольних концертах у Відні та Барселоні, на канадському музичному фестивалі «Свято моря». У Берні вона співала у «Реквіємі» Антоніна Дворжака, у Цюриху в «Урочистій месі» Людвіга ван Бетовена, на концертах Зальцбурзького фестивалю 2009 року з диригентом Айвором Болтоном.
2010 року в театрі Граца вона співала партію Керубіно в опері Моцарта «Весілля Фігаро» і дебютувала у театрі Баден-Бадена (Festspielhaus Baden-Baden) як Мерседес в опері «Кармен». У вересні 2010 року вона була запрошена виступити в Парижі, Люксембурзі, Дортмунді і Баден-Бадені як Емілія в опері «Отелло» з диригентом Данієлем Гардінгом.
2011-го з Томасом Генгельброком вона дебютувала в Барбікан-центрі у Лондоні як Ідамант в опері «Ідоменей» і у театрі на Єлисейських полях з Малерівським камерним оркестром.
У 2012 вона співала партію Аннія у опері Моцарта «Милосердя Тіта» з камерним оркестром Бремена (Kammerphilharmonie Bremen) під керівництвом Луї Лянгре (Louis Langrée) в Парижі, Лондоні, Бремені та Дортмунді і на Зальцбурзькому фестивалі.
У 2012 році в Осло відбулася прем'єра «Gesänge-Gedanken» Філіпа Манурі  з ансамблем «BIT20 Ensemble» під керівництвом Паскаля Ропе. Виступи Христини Далецької з такою ж програмою відбулися також у Парижі і Бордо.
У 2013 році вона виступила з Симфонічним оркестром Шведського радіо під керівництвом Данієля Гардінга в Стокгольмі і співала заголовну роль Попелюшки у Берні.
27 лютого 2015 у Львівській філармонії на концерті Христини Далецької у супроводі симфонічного оркестру під орудою Сімона Камартіна відбулася прем’єра вокальної композиція «Sonnenlieder», української композиторки Вікторії Польової. Співачка виконувала твір ретороманською мовою.
Вона була постійним гостем Цюрихської опери («Севільський цирульник, Фігаро» та «Шовкова драбина»), Театру Баден-Бадена (Festspielhaus Baden-Baden, «Ідоменей», «Кармен» і «Отелло») та Зальцбурзького фестивалю (де вона заспівала «Народні пісні» Лучано Беріо, арії Моцарта з оркестром Моцартеум під орудою Айвора Болтона, і роль Амура в опері «Лабіринт» Петера Вінтера).
До її виступів у хорових творах відносяться: кантата Вольфганга Амадея Моцарта «Давид, що кається» та «Урочиста меса» зі швейцарським симфонічним Оркестром Тонгале в Цюриху, а також Симфонія № 9  Бетховена у Цюриху, Базелі, Люцерні та Констанці. Її також можна було почути на концертах у Лецпцизі (MDR Leipzig Radio Symphony Orchestra), Бремені, Дортмунді, Ессені, Льєжі, Базелі, Лозанні, Люцерні та Сараєві.
У 2018 році вона дебютувала в театрі ла Феніче у Венеції в ролі королеви Єлизавети в італійській прем’єрі фільму Джорджіо Батістеллі (Giorgio Battistelli) «Річард III», режисером якого став Тіто Чечеріні / Роберт Карсен. Влітку 2019 року вона заспівала світову прем’єру «Last Call» Майкла Пелзеля в оперному театрі Цюриха.

## Творчість
Христина Далецька працювала з такими диригентами: Айвор Болтон, Денієль Гардінг, Рікардо Муті, Нелло Санті, Крістофер Гоґвуд, Юн Меркль, Крістіан Армінг, Джеймс Гафіґан, Крістіан Захарія, Теодор Курентзіс, Жолт Гамар, Стефан Солтеш, Дуглас Босток, Дуглас Бойд, Крістофер Моулдз і Кирило Карабиць. 
Унікальна експресивність її голосу та музичного інтелекту робить її ідеальною інтерпретаторкою пісенного репертуару і сольних концертів. Зі своїми інноваційними програиами вона виступала по всій Європі, від України до Канарських островів, а також у Канаді.
Зацікавлення Христини Далецької до сучасної музики зросло у 2007 році після її першої світової прем'єри в Страсбурзі. Безпомилкове відчуття способу відтворення голосом робить природним присутність такої музики у її репертуарі.